# Elophos banghaasi
Elophos banghaasi är en fjärilsart som beskrevs av Eugen Wehrli 1921. Elophos banghaasi ingår i släktet Elophos och familjen mätare. Inga underarter finns listade i Catalogue of Life.